# Iceberg Interactive
Iceberg Interactive is een Nederlandse uitgever van computerspellen, opgericht in 2009 door Erik Schreuder, met vestigingen in Haarlem, Hamburg en Londen. Daarnaast geeft het bedrijf boeken uit onder de naam Iceberg Books.

## Geschiedenis
Iceberg Interactive werd opgericht in 2009 door Erik Schreuder, die sinds 1999 actief is in de computerspelindustrie. Voorafgaand aan de oprichting van Iceberg Interactive was Schreuder betrokken bij Project Two en Project Three, bedrijven die verantwoordelijk waren voor spellen zoals Schizm en New World Order. In 2005 verliet Schreuder Project Three om Lighthouse Interactive op te richten, een bedrijf dat bekend werd door titels als Ship Simulator en Sword of the Stars.
In 2008 werd Lighthouse Interactive verkocht, waarna Schreuder in 2009 Iceberg Interactive oprichtte en het grootste deel van het Lighthouse-team meenam. Binnen anderhalf jaar na oprichting bracht Iceberg Interactive meer dan dertig games uit. In 2013 bereikte StarDrive de eerste plaats op Steam, wat een belangrijke mijlpaal vormde voor de uitgever.

## Gepubliceerde spellen
Het bedrijf heeft meer dan zeventig titels op zijn naam staan, waaronder bekende spellen als de Adam's Venture-serie, Killing Floor, Maneater, Endless Space, APB Reloaded en Dark Fall: Lost Souls. Aanvankelijk richtte Iceberg Interactive zich op de verkoop van fysieke spellen via de retail, maar later verschoof de focus naar digitale distributieplatforms, met name Steam. In latere jaren heeft het bedrijf ook spellen uitgegeven voor verschillende consoles.
| Jaar | Titel                                                        | Ontwikkelaar                             | Platform                                              | Distributie                                                  |
| ---- | ------------------------------------------------------------ | ---------------------------------------- | ----------------------------------------------------- | ------------------------------------------------------------ |
| 2009 | Adam's Venture: Episode 1 - The Search for the Lost Garden   | Vertigo Games                            | Windows                                               | Retail                                                       |
| 2009 | Adventures in Terror: British Horror Collection              | XXv Productions, Shadow Tor Studios      | Windows                                               | Retail                                                       |
| 2009 | Dark Fall: Lights Out (The Director's Cut Edition)           | XXv Productions                          | Windows                                               | Retail                                                       |
| 2009 | Dark Fall: Lost Souls                                        | Darkling Room                            | Windows                                               | Retail                                                       |
| 2009 | Dracula Trilogy                                              | index+, Wanadoo Edition, Kheops Studio   | Windows                                               | Retail                                                       |
| 2009 | Killing Floor                                                | Tripwire Interactive                     | Windows                                               | Retail, Steam                                                |
| 2009 | Restaurant Empire II                                         | Enlight Software                         | Windows                                               | Retail                                                       |
| 2009 | Ship Simulator 2008                                          | VSTEP                                    | Windows                                               | Retail                                                       |
| 2009 | Syberia Collection                                           | Microïds                                 | Windows                                               | Retail                                                       |
| 2010 | Airport Control Simulator                                    | Nemesys Team Studio                      | Windows                                               | Retail                                                       |
| 2010 | Armada 2526                                                  | Ntronium Games                           | Windows                                               | Retail, Steam                                                |
| 2010 | The Ball                                                     | Teotl Studios                            | Windows                                               | Retail                                                       |
| 2010 | Dark Fall: Lost Souls                                        | Darkling Room                            | Windows                                               | Steam                                                        |
| 2010 | Darkness Within 2: The Dark Lineage                          | Zoetrope Interactive                     | Windows                                               | Retail, Direct2Drive, GamersGate, Green Man Gaming, Impulse  |
| 2010 | Global Agenda                                                | Hi-Rez Studios                           | Windows                                               | Retail                                                       |
| 2010 | Ninja Blade                                                  | FromSoftware                             | Windows                                               | Retail                                                       |
| 2010 | Red Orchestra: Ostfront 41-45                                | Tripwire Interactive                     | Windows                                               | Retail                                                       |
| 2010 | Sail Simulator 5                                             | Stentec Software                         | Windows                                               | Retail                                                       |
| 2010 | Space Shuttle Mission Simulator: The Collector's Edition     | Exciting Simulations                     | Windows                                               | Retail                                                       |
| 2010 | Still Life 2                                                 | GamecoStudios                            | Windows                                               | Retail                                                       |
| 2010 | Tomb of Zojir: Last Half of Darkness                         | WRF Studios                              | Windows                                               | Retail                                                       |
| 2010 | Wings of Prey                                                | Gaijin Entertainment, 1C:Maddox Games    | Windows                                               | Retail                                                       |
| 2010 | Zeno Clash                                                   | ACE Team Software                        | Windows                                               | Retail                                                       |
| 2011 | Adam's Venture: Episode 2 - Solomon's Secret                 | Vertigo Games                            | Windows                                               | Retail, Steam                                                |
| 2011 | APB: Reloaded                                                | Reloaded Productions                     | Windows                                               | Retail                                                       |
| 2011 | Baron Wittard: Nemesis of Ragnarok                           | Wax Lyrical Games                        | Windows                                               | Retail                                                       |
| 2011 | Dark Fall: Lost Souls                                        | Darkling Room                            | Windows                                               | DesuraNET                                                    |
| 2011 | Darkness Within: In Pursuit of Loath Nolder                  | Zoetrope Interactive                     | Windows                                               | DesuraNET                                                    |
| 2011 | Earthrise                                                    | Masthead Studios                         | Windows                                               | Retail                                                       |
| 2011 | Family Farm                                                  | Hammerware                               | Windows                                               | Retail                                                       |
| 2011 | Nuclear Dawn                                                 | GameConnect, InterWave Studios           | Windows                                               | Steam                                                        |
| 2011 | Red Orchestra: Ostfront 41-45                                | Tripwire Interactive                     | Windows                                               | Retail heruitgave                                            |
| 2011 | Revenge of the Titans                                        | Puppygames                               | Windows, macOS                                        | Retail                                                       |
| 2011 | Starpoint Gemini                                             | Little Green Men Games                   | Windows                                               | Retail                                                       |
| 2011 | Trapped Dead                                                 | Crenetic Studios                         | Windows                                               | Retail                                                       |
| 2012 | Adam's Venture: Episode 1 - The Search for the Lost Garden   | Vertigo Games                            | Windows                                               | Steam                                                        |
| 2012 | Adam's Venture: Episode 3 - Revelation                       | Vertigo Games                            | Windows                                               | Retail, Steam                                                |
| 2012 | Blades of Time                                               | Gaijin Entertainment                     | Windows, macOS                                        | Retail                                                       |
| 2012 | Darkness Within 2: The Dark Lineage                          | Zoetrope Interactive                     | Windows                                               | DesuraNET                                                    |
| 2012 | Endless Space                                                | Amplitude Studios                        | Windows, macOS                                        | Retail, Steam, Gamesload                                     |
| 2012 | Gemini Wars                                                  | Camel 101                                | Windows, macOS                                        | Retail                                                       |
| 2012 | The Good Life: The Tropical Paradise Simulation              | ImmersionFX Games                        | Windows, macOS                                        | Retail, Gamesload                                            |
| 2012 | Last Half of Darkness: Society of the Serpent Moon           | WRF Studios                              | Windows                                               | Retail                                                       |
| 2012 | Oil Rush                                                     | UNIGINE                                  | Windows, macOS, Linux                                 | Retail, Gamesload                                            |
| 2012 | Real Heroes: Firefighter                                     | Epicenter Studios, Scientifically Proven | Windows                                               | Retail                                                       |
| 2012 | SOL: Exodus (Collector's Edition)                            | Seamless Entertainment                   | Windows                                               | Retail                                                       |
| 2012 | Tiny Troopers                                                | Kukouri Mobile Entertainment             | Windows, macOS                                        | Steam                                                        |
| 2013 | Adam's Venture Trilogy                                       | Vertigo Games                            | Windows                                               | Retail                                                       |
| 2013 | Armada 2526: Gold Edition                                    | Ntronium Games                           | Windows                                               | Steam                                                        |
| 2013 | Dark Matter                                                  | InterWave Studios                        | Windows, macOS, Linux                                 | Retail, Steam                                                |
| 2013 | Gas Guzzlers Extreme                                         | Gamepires                                | Windows                                               | Steam                                                        |
| 2013 | Horizon                                                      | L3O Interactive                          | Windows                                               | Steam                                                        |
| 2013 | Star Lords                                                   | Arkavi Studios                           | Windows                                               | Steam                                                        |
| 2013 | StarDrive                                                    | Zero Sum Games                           | Windows                                               | Retail, Steam                                                |
| 2013 | Starpoint Gemini: Gold Edition                               | Little Green Men Games                   | Windows                                               | Retail                                                       |
| 2014 | Dark Fall: Lost Souls                                        | Darkling Room                            | Windows                                               | GOG.com                                                      |
| 2014 | Darkness Within: In Pursuit of Loath Nolder                  | Stormling Studios                        | Windows                                               | Steam                                                        |
| 2014 | Darkness Within 2: The Dark Lineage (Director's Cut Edition) | Zoetrope Interactive                     | Windows                                               | Steam                                                        |
| 2014 | Lords of the Black Sun                                       | Arkavi Studios                           | Windows                                               | Steam                                                        |
| 2014 | The Lost Crown: A Ghost-Hunting Adventure                    | Darkling Room                            | Windows                                               | Steam                                                        |
| 2014 | Starpoint Gemini 2                                           | Little Green Men Games                   | Windows                                               | Steam                                                        |
| 2015 | Ceres                                                        | Jötunn Games                             | Windows, macOS, Linux                                 | Steam                                                        |
| 2015 | Gas Guzzlers Extreme: Gold Pack                              | Gamepires                                | Windows                                               | Retail, Steam                                                |
| 2015 | Inside My Radio                                              | Seaven Studio                            | Windows                                               | Steam                                                        |
| 2015 | Inside My Radio                                              | Seaven Studio                            | Xbox One                                              | Digitale download                                            |
| 2015 | The Last Crown: Midnight Horror                              | Darkling Room                            | Windows                                               | Steam                                                        |
| 2015 | StarDrive II                                                 | Zero Sum Games                           | Windows, macOS, Linux                                 | Steam                                                        |
| 2015 | Starpoint Gemini 2: Gold                                     | Little Green Men Games                   | Windows                                               | Steam                                                        |
| 2015 | Vector Thrust                                                | TimeSymmetry                             | Windows                                               | Steam                                                        |
| 2016 | Barrow Hill: Curse of the Ancient Circle                     | Shadow Tor Studios                       | Windows                                               | Steam                                                        |
| 2016 | Barrow Hill: The Dark Path                                   | Shadow Tor Studios                       | Windows                                               | Steam                                                        |
| 2016 | Gas Guzzlers Extreme                                         | Gamepires                                | Xbox One                                              | Digitale download                                            |
| 2016 | Into the Stars                                               | Fugitive Games                           | Windows                                               | Steam, GOG.com                                               |
| 2016 | Killing Floor 2                                              | Tripwire Interactive                     | Windows                                               | GamersGate                                                   |
| 2017 | Conarium                                                     | Zoetrope Interactive                     | Windows                                               | Steam, GamersGate                                            |
| 2017 | Dawn of Andromeda                                            | Grey Wolf Entertainment                  | Windows                                               | Steam                                                        |
| 2017 | Empathy: Path of Whispers                                    | Pixel Night                              | Windows                                               | Steam                                                        |
| 2017 | Inmates                                                      | Davit Andreasyan                         | Windows                                               | Steam                                                        |
| 2017 | Longsword: Tabletop Tactics                                  | Zero Sum Games                           | Windows                                               | Steam (Early Access-versie)                                  |
| 2017 | Oriental Empires                                             | Shining Pixel Studios                    | Windows                                               | Steam                                                        |
| 2017 | Rising Storm 2: Vietnam                                      | Tripwire Interactive, Antimatter Games   | Windows                                               | Steam                                                        |
| 2017 | Starpoint Gemini Warlords                                    | Little Green Men Games                   | Windows                                               | Steam                                                        |
| 2017 | Stars in Shadow                                              | Ashdar Games                             | Windows                                               | Steam                                                        |
| 2018 | Antigraviator                                                | Cybernetic Walrus                        | Windows                                               | Steam                                                        |
| 2018 | Circle Empires                                               | Luminous Games                           | Windows, macOS, Linux                                 | Steam, GOG.com                                               |
| 2018 | Conarium                                                     | Zoetrope Interactive                     | macOS, Linux                                          | Steam                                                        |
| 2018 | Headsnatchers                                                | IguanaBee                                | Windows                                               | Steam                                                        |
| 2018 | Starship Corporation                                         | Coronado Games                           | Windows                                               | Steam                                                        |
| 2019 | Antigraviator                                                | Cybernetic Walrus                        | PlayStation 4                                         | Digitale download                                            |
| 2019 | Conarium                                                     | Zoetrope Interactive                     | PlayStation 4                                         | Digitale download                                            |
| 2019 | Conarium                                                     | Zoetrope Interactive                     | Windows                                               | Epic Games Store                                             |
| 2019 | Conarium                                                     | Zoetrope Interactive                     | Xbox One                                              | Digitale download                                            |
| 2019 | Espire 1: VR Operative                                       | Digital Lode                             | Windows                                               | -                                                            |
| 2019 | Gas Guzzlers Extreme                                         | Gamepires                                | PlayStation 4                                         | Digitale download                                            |
| 2019 | Headsnatchers                                                | IguanaBee                                | Nintendo Switch                                       | Digitale download                                            |
| 2019 | Pax Nova                                                     | Grey Wolf Entertainment                  | Windows                                               | Steam (Early Access-versie)                                  |
| 2019 | Railroad Corporation                                         | Corbie Games                             | Windows                                               | Steam                                                        |
| 2019 | Shortest Trip to Earth                                       | Interactive Fate                         | Windows                                               | Steam, GOG.com                                               |
| 2019 | The Sojourn                                                  | Shifting Tides                           | PlayStation 4, Xbox One                               | Digitale download                                            |
| 2019 | The Sojourn                                                  | Shifting Tides                           | Windows                                               | Epic Games Store                                             |
| 2019 | Still There                                                  | GhostShark Games, Demigiant, La Boîte    | Nintendo Switch                                       | Digitale download                                            |
| 2019 | Still There                                                  | GhostShark Games, Demigiant, La Boîte    | Windows, macOS, Linux                                 | Steam, GOG.com                                               |
| 2019 | Tech Support: Error Unknown                                  | Dragon Slumber                           | Windows, macOS, Linux                                 | Steam                                                        |
| 2020 | Antigraviator                                                | Cybernetic Walrus                        | Xbox One                                              | Digitale download                                            |
| 2020 | Blazing Sails                                                | Get Up Games                             | Windows                                               | Steam (Early Access-versie)                                  |
| 2020 | Circle Empires: Rivals                                       | Luminous Games                           | Windows                                               | Steam                                                        |
| 2020 | Headsnatchers                                                | IguanaBee                                | PlayStation 4                                         | Digitale download                                            |
| 2020 | Interstellar Rift                                            | Split Polygon                            | Windows                                               | Steam                                                        |
| 2020 | Radical Relocation                                           | Winglett Entertainment                   | Windows                                               | Steam                                                        |
| 2020 | Shortest Trip to Earth                                       | Interactive Fate                         | Linux                                                 | Steam, GOG.com                                               |
| 2020 | Transient                                                    | Stormling Studios                        | Windows                                               | Steam                                                        |
| 2021 | Ambition: A Minuet in Power                                  | Joy Manufacturing Co.                    | Windows, macOS                                        | Steam                                                        |
| 2021 | Conarium                                                     | Zoetrope Interactive                     | Nintendo Switch                                       | Digitale download                                            |
| 2021 | Maneater                                                     | Tripwire Interactive                     | Windows                                               | GamersGate                                                   |
| 2021 | Midnight Protocol                                            | LuGus Studios                            | Windows, macOS, Linux                                 | Steam                                                        |
| 2021 | Sacred Fire                                                  | Poetic                                   | Windows, macOS, Linux                                 | Steam (Early Access-versie), GOG.com (In Development-versie) |
| 2021 | Star Dynasties                                               | Pawley Games                             | Windows                                               | Steam, GOG.com                                               |
| 2021 | Transient                                                    | Stormling Studios                        | Nintendo Switch, PlayStation 4, Xbox One, Xbox Series | Digitale download                                            |
| 2022 | Ambition: A Minuet in Power                                  | Joy Manufacturing Co.                    | Nintendo Switch                                       | Digitale download                                            |
| 2022 | Chivalry 2                                                   | Torn Banner Studios                      | Windows                                               | GamersGate, Green Man Gaming                                 |
| 2022 | Circle Empires Tactics                                       | Luminous Games                           | Windows                                               | Steam                                                        |
| 2022 | King of Retail                                               | Freaking Games                           | Windows, macOS                                        | Steam, GOG.com                                               |
| 2022 | Land of the Vikings                                          | Laps Games                               | Windows                                               | Steam (Early Access-versie)                                  |
| 2022 | Lord of Rigel                                                | Rhombus Studios                          | Windows                                               | Steam (Early Access-versie)                                  |
| 2022 | Recursive Ruin                                               | Bit Rot                                  | Windows                                               | Steam                                                        |
| 2022 | Strange Horticulture                                         | Bad Viking                               | Amazon Luna                                           | Cloudgaming                                                  |
| 2022 | Strange Horticulture                                         | Bad Viking                               | Nintendo Switch                                       | Digitale download                                            |
| 2022 | Strange Horticulture                                         | Bad Viking                               | Windows                                               | Steam, GOG.com, Epic Games Store                             |
| 2023 | AirportSim                                                   | MS GAMES, MK Studios                     | Windows                                               | Steam                                                        |
| 2023 | Deceive Inc.                                                 | Sweet Bandits Studios                    | Windows                                               | -                                                            |
| 2023 | Doomblade                                                    | Muro Studios                             | Windows                                               | Steam, GOG.com                                               |
| 2023 | Land of the Vikings                                          | Laps Games                               | Windows                                               | Steam, GOG.com                                               |
| 2023 | Lunacy: Saint Rhodes                                         | Stormling Studios                        | Windows                                               | Steam                                                        |
| 2023 | Mahōkenshi                                                   | Game Source Studio                       | Windows                                               | Steam, GOG.com                                               |
| 2023 | Strange Horticulture                                         | Bad Viking                               | Xbox One, Xbox Series                                 | Digitale download                                            |
| 2024 | CLeM                                                         | Mango Protocol                           | Nintendo Switch                                       | Digitale download                                            |
| 2024 | CLeM                                                         | Mango Protocol                           | Windows                                               | Steam, GOG.com                                               |
| 2024 | Dead Season                                                  | Snail Bite                               | Windows                                               | Steam                                                        |
| 2024 | Hellbreach: Vegas                                            | Infinity Ape                             | Windows                                               | Steam (Early Access-versie)                                  |
| 2024 | IHAS                                                         | The Difference Studios                   | Windows                                               | Steam                                                        |
| 2024 | Minicology                                                   | Isaac Denner                             | Windows                                               | Steam                                                        |
| 2024 | Rogue Waters                                                 | Ice Code Games                           | Windows                                               | -                                                            |
| 2024 | Strange Horticulture                                         | Bad Viking                               | PlayStation 4, PlayStation 5                          | Digitale download                                            |

## Iceberg Books
Iceberg Books werd in februari 2020 opgericht door Erik Schreuder, met als doel internationale sciencefictiontoppers beschikbaar te maken in het Nederlands. Het bedrijf publiceert werk van internationale auteurs als Brandon Sanderson, Adrian Tchaikovsky en A.G. Riddle. Daarnaast publiceert het ook werk van Nederlandse auteurs zoals Frank van Dongen.